# August Angerer
August Angerer (* 20. September 1924 in Nürnberg; † 20. November 2008 in Haar (bei München)) war ein deutscher Jurist.

## Werdegang
Angerer studierte Rechtswissenschaften und Wirtschaftswissenschaften und promovierte 1951 an der Juristischen Fakultät der Universität Erlangen zum Dr. jur. Er trat in die bayerische Finanzverwaltung ein, wechselte dann als Leiter der Abteilung für Rechnungslegung und Prüfungswesen in das Bundesaufsichtsamt für das Versicherungswesen (BAV). 1971 wurde er dessen Vizepräsident, später Präsident. 1989 trat er in den Ruhestand.
Er war Honorarprofessor an der Technischen Universität Berlin.

## Ehrungen
- 1989: Großes Verdienstkreuz der Bundesrepublik Deutschland